# Baby Snakes
Albums de Frank Zappa
The Man from Utopia
(1983) London Symphony Orchestra, Vol. 1
(1983)
Baby Snakes est un album de Frank Zappa sorti en 1983. Il s'agit de la Bande originale (B.O.) du film éponyme.

## Titres
| No | Titre             | Durée       |
| -- | ----------------- | ----------- |
| 1. | Intro Rap         | 36 s        |
| 2. | Baby Snakes       | 1 min 45 s  |
| 3. | Titties and Beer  | 6 min 14 s  |
| 4. | Black Page, No. 2 | 2 min 51 s  |
| 5. | Jones Crusher     | 2 min 53 s  |
| 6. | Disco Boy         | 3 min 55 s  |
| 7. | Dinah-Moe Humm    | 6 min 40 s  |
| 8. | Punky's Whips     | 11 min 30 s |

## Musiciens
- Frank Zappa – synthétiseur, chant, guitare
- Tommy Mars – synthétiseur, chant
- Patrick O'Hearn – basse
- Peter Wolf – synthétiseur
- Ed Mann – Percussions
- Terry Bozzio – batterie
- Roy Estrada – chant, voix
- Adrian Belew – chant, guitare

## Production
- Production : Frank Zappa
- Ingénierie : Bob Stone
- Direction musicale : Frank Zappa
- Photos : Norman Seef, Lynn Goldsmith